# Roussillon (Isèra)
Roussillon és un municipi francès situat al departament de la Isèra i a la regió d'Alvèrnia-Roine-Alps. L'any 2007 tenia 7.933 habitants.

## Demografia

### Població
El 2007 la població de fet de Roussillon era de 7.933 persones. Hi havia 3.324 famílies de les quals 1.070 eren unipersonals (462 homes vivint sols i 608 dones vivint soles), 1.028 parelles sense fills, 961 parelles amb fills i 265 famílies monoparentals amb fills.
La població ha evolucionat segons el següent gràfic:
Habitants censats

### Habitatges
El 2007 hi havia 3.679 habitatges, 3.411 eren l'habitatge principal de la família, 56 eren segones residències i 212 estaven desocupats. 2.222 eren cases i 1.425 eren apartaments. Dels 3.411 habitatges principals, 2.019 estaven ocupats pels seus propietaris, 1.289 estaven llogats i ocupats pels llogaters i 103 estaven cedits a títol gratuït; 64 tenien una cambra, 318 en tenien dues, 657 en tenien tres, 1.110 en tenien quatre i 1.260 en tenien cinc o més. 2.560 habitatges disposaven pel capbaix d'una plaça de pàrquing. A 1.746 habitatges hi havia un automòbil i a 1.214 n'hi havia dos o més.

### Piràmide de població
La piràmide de població per edats i sexe el 2009 era:
| Homes | Edats   | Dones |
| ----- | ------- | ----- |
| 0     | 95 o +  | 0     |
| 4     | 90 a 94 | 28    |
| 40    | 85 a 89 | 56    |
| 52    | 80 a 84 | 80    |
| 144   | 75 a 79 | 192   |
| 196   | 70 a 74 | 268   |
| 172   | 65 a 69 | 264   |
| 168   | 60 a 64 | 156   |
| 148   | 55 a 59 | 172   |
| 240   | 50 a 54 | 236   |
| 248   | 45 a 49 | 232   |
| 232   | 40 a 44 | 280   |
| 248   | 35 a 39 | 320   |
| 268   | 30 a 34 | 228   |
| 252   | 25 a 29 | 220   |
| 200   | 20 a 24 | 220   |
| 220   | 15 a 19 | 273   |
| 276   | 10 a 14 | 252   |
| 264   | 5 a 9   | 196   |
| 192   | 0 a 4   | 184   |

## Economia
El 2007 la població en edat de treballar era de 4.898 persones, 3.513 eren actives i 1.385 eren inactives. De les 3.513 persones actives 3.078 estaven ocupades (1.760 homes i 1.318 dones) i 434 estaven aturades (164 homes i 270 dones). De les 1.385 persones inactives 383 estaven jubilades, 423 estaven estudiant i 579 estaven classificades com a «altres inactius».

### Ingressos
El 2009 a Roussillon hi havia 3.391 unitats fiscals que integraven 8.064,5 persones, la mediana anual d'ingressos fiscals per persona era de 17.066 €.

### Activitats econòmiques
Dels 425 establiments que hi havia el 2007, 7 eren d'empreses extractives, 8 d'empreses alimentàries, 20 d'empreses de fabricació d'altres productes industrials, 89 d'empreses de construcció, 78 d'empreses de comerç i reparació d'automòbils, 18 d'empreses de transport, 24 d'empreses d'hostatgeria i restauració, 7 d'empreses d'informació i comunicació, 25 d'empreses financeres, 13 d'empreses immobiliàries, 36 d'empreses de serveis, 66 d'entitats de l'administració pública i 34 d'empreses classificades com a «altres activitats de serveis».
Dels 126 establiments de servei als particulars que hi havia el 2009, 1 era una oficina d'administració d'Hisenda pública, 1 oficina del servei públic d'ocupació, 1 gendarmeria, 1 oficina de correu, 4 oficines bancàries, 1 funerària, 12 tallers de reparació d'automòbils i de material agrícola, 1 establiment de lloguer de cotxes, 4 autoescoles, 17 paletes, 18 guixaires pintors, 6 fusteries, 10 lampisteries, 7 electricistes, 4 empreses de construcció, 16 perruqueries, 4 agències de treball temporal, 9 restaurants, 2 agències immobiliàries, 2 tintoreries i 5 salons de bellesa.
Dels 32 establiments comercials que hi havia el 2009, 1 era un supermercat, 2 botiges de menys de 120 m², 8 fleques, 6 carnisseries, 3 llibreries, 2 botigues de roba, 1 una botiga d'electrodomèstics, 1 una botiga de material esportiu, 1 una botiga de material de revestiment de parets i terra, 1 una perfumeria, 1 una joieria i 5 floristeries.
L'any 2000 a Roussillon hi havia 18 explotacions agrícoles que ocupaven un total de 561 hectàrees.

## Equipaments sanitaris i escolars
El 2009 hi havia 1 hospital de tractaments de curta durada, 1 centre d'urgències, 1 maternitat, 2 centres de salut, 3 farmàcies i 2 ambulàncies.
El 2009 hi havia 2 escoles maternals i 3 escoles elementals. A Roussillon hi havia 1 col·legi d'educació secundària, 1 liceu d'ensenyament general i 1 liceu tecnològic. Als col·legis d'educació secundària hi havia 508 alumnes, als liceus d'ensenyament general n'hi havia 595 i als liceus tecnològics 401.

## Poblacions més properes
El següent diagrama mostra les poblacions més properes.